# Jan Šibík
Jan Šibík (*15. duben 1963 Praha) je český fotoreportér. Dlouhou dobu pracoval pro časopis Reflex. Je známý svými fotografiemi z válečných konfliktů. Je držitelem třetího místa v kategorii Sportovní příběhy v soutěži World Press Photo, dvakrát byl hodnocen hlavní cenou v soutěži Czech Press Photo, je laureátem hlavní ceny Golden Prisma Award a také obdržel od města Plzeň Cenu 1. června, která bývá udělována za šíření myšlenek demokracie a obhajobu lidských práv.

## Biografie a práce
První fotoaparát dostal Jan v šesté třídě od maminky a postupně fotil věci kolem sebe a učil se ze svých chyb. Od malička se chtěl živit nějakou tvůrčí činností, nesedět v kanceláři a nemít pevnou pracovní dobu. Dostat se na FAMU bylo ale tehdy velmi obtížné. Podařilo se mu získat místo asistenta kamery v hlavní redakci publicistiky a dokumentaristiky v Československé televizi a pak chtěl být kameramanem. Nakonec zůstal u focení. Když mu bylo asi 25 let, začal chodit do lidové školy umění k profesorovi Jánu Šmokovi, zakladateli katedry fotografie na FAMU, který ho nasměroval k fotoreportáži.
Jan Šibík byl dvacet let fotoreportérem a hlavním fotografem pro český časopis Reflex od roku 1993. Během svého působení podnikl přes dvě stě cest do všech koutů světa. Fotografoval konec komunismu v Evropě, pád berlínské zdi, sametovou revoluci v Československu i krvavý zánik Ceauşescova režimu v Rumunsku. Byl svědkem masakrů v Sieře Leone a Libérii, hladomoru v Súdánu, Somálsku a Etiopii. Zažil následky zemětřesení v Arménii i Turecku, exodus iráckých Kurdů do Íránu. Zaznamenal války v Afghánistánu, Chorvatsku, Bosně, Kosovu, v gruzínské Abcházii, Čečensku, ázerbájdžánském Náhorním Karabachu, Jihoafrické republice a Iráku. Genocidu ve Rwandě, uprchlické tábory v Tanzanii, Súdánu, Haiti, Angole a Somálsku.
Fotografoval také konflikt v Palestině. Během celého roku 2004 fotil epidemii AIDS na Ukrajině. V roce 2005 zaznamenal děsivé následky přívalové vlny na Srí Lance, bizarní poměry v komunistické Severní Koreji, pohřeb papeže Jana Pavla II. ve Vatikánu i Jásira Arafáta v Ramalláhu, odchod izraelských osadníků z pásma Gazy a následky hurikánu Katrina v New Orleansu.
Mezi léty 2005 a 2019 se Janu Šibíkovi podařilo třikrát navštívit Korejskou lidově demokratickou republiku a zachytil tak unikátní svědectví o proměně, kterou Severní Korea prošla od vlády Kim Čong-ila k éře jeho syna Kim Čong-una. Kromě oficiálně povolených fotografií se mu podařilo tajně pořídit mnoho dalších.
Na jaře roku 2020 mapoval nástup koronavirové epidemie v Česku a události během nouzového stavu. V posledních letech je fotografem na volné noze a dokumentuje válku na Ukrajině a příliv uprchlíků z Asie a Afriky do Evropy. 

## O práci

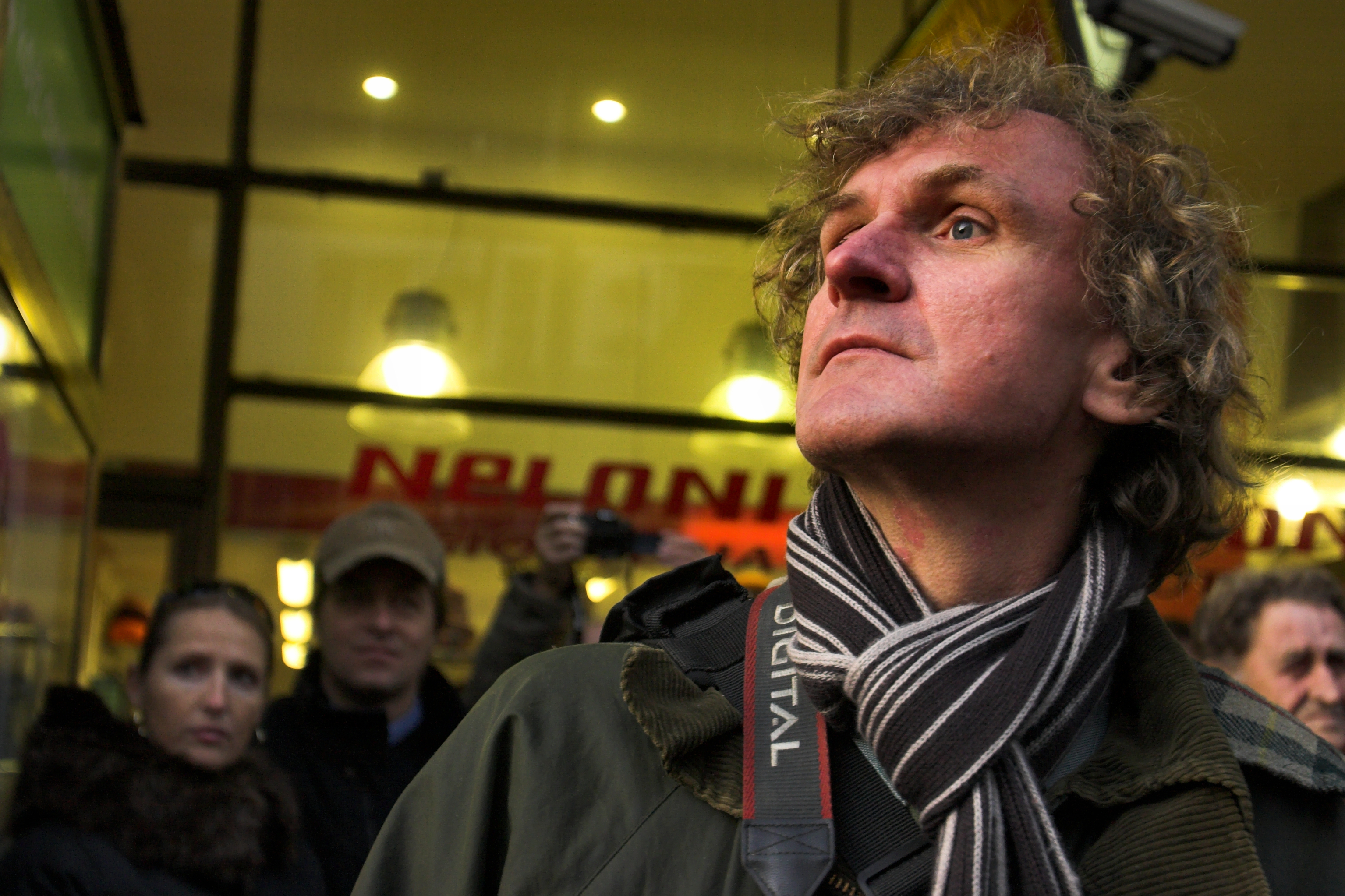
Jan Šibík při demonstraci na Národní třídě v Praze v roce 2008

Ve svých fotografických začátcích nosil fotoaparát neustále s sebou a dělal náhodné jednotlivé snímky. Snažil se najít téma, které by kompletoval do celku. V té době byl fotbalovým fanouškem a začal propojovat obě záliby – fotografoval divácké potyčky. Během své kariéry dostal nabídku na spolupráci s americkou agenturou AP, která mu nabízela mnohem větší rozpočet než měl dosud a lépe by se postarala o jeho bezpečí. On však upřednostnil časopis Reflex a to především proto, že mu bude ponechána větší volnost. Sám se prý bude moci rozhodnout, kam pojede a co tam bude fotografovat.

## Humanitární pomoc
Jan Šibík také organizuje humanitární sbírky: v roce 2000 Podejte ruce dětem ze Sierry Leone na podporu dětí postižených masakry v Sieře Leone a v roce 2004 Chci ještě žít na pomoc lidem nemocným AIDS.

## Technika
Používá fotoaparáty Canon. Začínal s Canon EOS 1, Canon EOS 1V a nyní si bez digitálního fotoaparátu svůj pracovní život nedokáže představit. Používal i Canon EOS 5D. Na jednom těle s objektivem 24 mm/f1,4 a na druhém 35 mm/f1,4. Podle nutnosti si nasazuje zoom 28–200 mm.

## Ocenění
Za svou práci získal dvě hlavní ceny v soutěži Czech Press Photo (v letech 1995 a 1999) a hlavní cenu v soutěži Fujifilm Press Photographer. V soutěži Czech Press Photo získal celkem 41 ocenění. V roce 2004 obsadil v soutěži World Press Photo třetí místo v kategorii Sportovní příběhy. Jan Šibík je laureátem ceny 1. června, kterou uděluje město Plzeň za šíření myšlenek demokracie a obhajobu lidských práv.
Šibík sám osobně považuje za svůj nejzajímavější snímek, který vyhrál Czech Press Photo v roce 1995. Je na ní zobrazen uprchlík z kmene Hutů se sečnou ránu na tváři a useknutým kusem ucha. To bylo způsobeno mačetou, zbraní používanou pří konfliktu ve Rwandě, kde proti sobě bojovali dva znepřátelené kmeny. Ze snímku prý může současně jít hrůza i krása. Hrůza z té jizvy a krása z jejího výtvarného působení v obličeji.

### Seznam ocenění
- 1995 – Czech Press Photo – Fotografie roku 1995, hlavní cena, 2. místo, Aktualita, série, 2. místo, Každodenní život, série, 1. místo, Repotáž, série
- 1996 – Czech Press Photo – 1. místo, Lidé o kterých se hovoří, série, 3. místo, Aktualita, série
- 1997
  - Fujifilm Press Photographer – Hlavní cena
  - Fujifilm Press Photographer – 1. místo, Reportáž
  - Czech Press Photo – 1. místo, Reportáž
  - Czech Press Photo – 3. místo, Aktualita
  - Czech Press Photo – Čestné uznání, Aktualita
  - Czech Press Photo – Čestné uznání, Umění
  - Czech Press Photo – Cena ČTK
- 1998 – Czech Press Photo – 3. místo, Lidé o kterých se hovoří, série; Čestné uznání, Aktualita, série; 3. místo, Lidé o kterých se hovoří, série
- 1999
  - Fujifilm Press Photographer – Hlavní cena
  - Fujifilm Press Photographer – 1. místo, reportáž
  - Czech Press Photo – 1. místo, Aktualita
  - Czech Press Photo – 3. místo, Aktualita
  - Czech Press Photo – 1. místo, Aktualita, série
  - Czech Press Photo – 1. místo, Reportáž
  - Czech Press Photo – 1. místo, Každodenní život, série
  - Czech Press Photo – 2. místo, Každodenní život
  - Czech Press Photo – Cena KODAK
- 2001 – Czech Press Photo – 1. místo, Aktualita; 2. místo, Lidé o kterých se hovoří, série; 2. místo, Lidé o kterých se hovoří; 3. místo, Sport; 1. místo, Věda a technika, série; 2. místo, cena UNICEF; Cena CANON
- 2002
  - Louskáček – 2. místo, kategorie D7, Reklamní fotografie
  - Laureát Ceny 1. června (uděluje město Plzeň za šíření myšlenek demokracie a obhajobu lidských práv)
  - Fotografická kniha roku – kategorie monografie, Jan Šibík: Ďábel v nás
  - Czech Press Photo – 1. místo, Reportáž
  - Czech Press Photo – 3. místo, Reportáž, série
  - Czech Press Photo – Cena SONY
  - Czech Press Photo – Cena diváků 2002
- 2003 – Czech Press Photo – 1. místo, Aktualita; 2. místo, Repotáž; 1. místo, Každodenní život, série
- 2004
  - World Press Photo – 3. místo, kategorie Sport Features, série
  - Czech Press Photo – 1. místo, Repotáž, série
  - Czech Press Photo – Cena dětí UNICEF
- 2005
  - Kalendář roku – 2. místo, Sen hliněných mužů, kategorie fotografické kalendáře
  - Czech Press Photo – 1. místo, Aktualita
  - Czech Press Photo – čestné uznání, Aktualita
  - Czech Press Photo – 3. místo, Repotáž
- 2007
  - Golden Prisma Award – hlavní cena, Jan Šibík 2007, kategorie fotografické kalendáře
  - Fotografická kniha roku – Dan Druhý, Jan Šibík: Návrat do Jerusaléma, kategorie fotografická ilustrace knihy
  - Czech Press Photo – cena UNHCR
- 2008
  - Golden Prisma Award – hlavní cena, Afrika, kategorie fotografické kalendáře
  - Ringier Photo Award – hlavní cena + 1. místo, Pnom Phen, Kambodža – Těžká práce dětí na skládce
  - Czech Press Photo – čestné uznání, Příroda a životní prostředí

- 2009 – Štíty Viléma Heckela – 3. místo, kategorie: Člověk a životní prostředí
- 2010 – Czech Press Photo 1. místo, Aktualita
- 2013 – Czech Press Photo – 2. místo, Aktualita, 1. místo, Video, Online feature (s Milanem Šímou)
- 2014 – Czech Press Photo – 3. místo, Každodenní život
- 2015 – Czech Press Photo – Cena pro nejúspěšnějšího autora za 20 let soutěže CPP
- 2017 – Fotografická kniha roku – 2. místo, Jan Šibík: Deset let

## Výstavy, výběr
- 2004 Jan Šibík – rok 2003 Národní knihovna v Praze, 2.duben – 22. duben 2004[10]
- 2006 Jan Šibík – Stories, Staroměstská radnice v Praze, 8. červec – 6. červenec 2006[11]
- 2008 Jan Šibík – Zapomenuté světy, Nám. míru, Praha, 6. červen –15. červen 2008[12]
- 2012 Jan Šibík – Stories, Velká Bytřice, 2. červen – 27. červenec 2012[13]
- 2012 Jan Šibík – Ďábel v nás, Písek, 5. říjen – 31. rříjen 2012[14]
- 2016 Světové události Jana Šibíka, České centrum Praha , Rytířská 31, Praha 1, 2. březen – 2. duben 2016[15]
- 2016 Jan Šibík a Daniela Matulová Ostrov Naděje, Národní muzeum Praha, 21. září – 28. říjen 2016
- 2017 Jan Šibík – Deset let, Staroměstská radnice v Praze, 2. únor – 3. duben 2017[16]
- 2019 Jan Šibík – 1989, Staroměstská radnice v Praze, 4. září – 14. listopad 2019[17]
- 2019 Jindřich Štreit a Jan Šibík: 30 let svobody, Velká Bytřice, 23. listopad 2019 – 16. leden 2020
- 2021 Jan Šibík – Deset let, Veselí nad Moravou, 26. září – 14. listopad 2021[18]
- 2022  Jan Šibík – Deset let, Tábor, 21. květen – 17. červenec 2022[19]
- 2024 Jan Šibík – Severní Korea, Karolinum Praha, 26. září – 24. listopad 2024[5]
- 2024 Jan Šibík – Revoluce 1989, Liberec, 15. listopad – 31. prosinec 2024[20]

## Knihy
- Kdyby všechny slzy světa; Praha, První Nakladatelství Knihcentrum, 1998
- Ďábel v nás – The Devil Within Us; Praha, Plejáda, 2001
- Stories; Praha, Šibík Jan, 2006
- Deset let – Šibík Jan, 2017
- Jan Šibík – 1989, Jan Šibík, 2019 (ISBN 9788027061273)
- Jan Šibík + Daniela Matulová  JARO 2020,
- Jan Šibík – Severní Korea, 2024[21]